# Cividade de Terroso

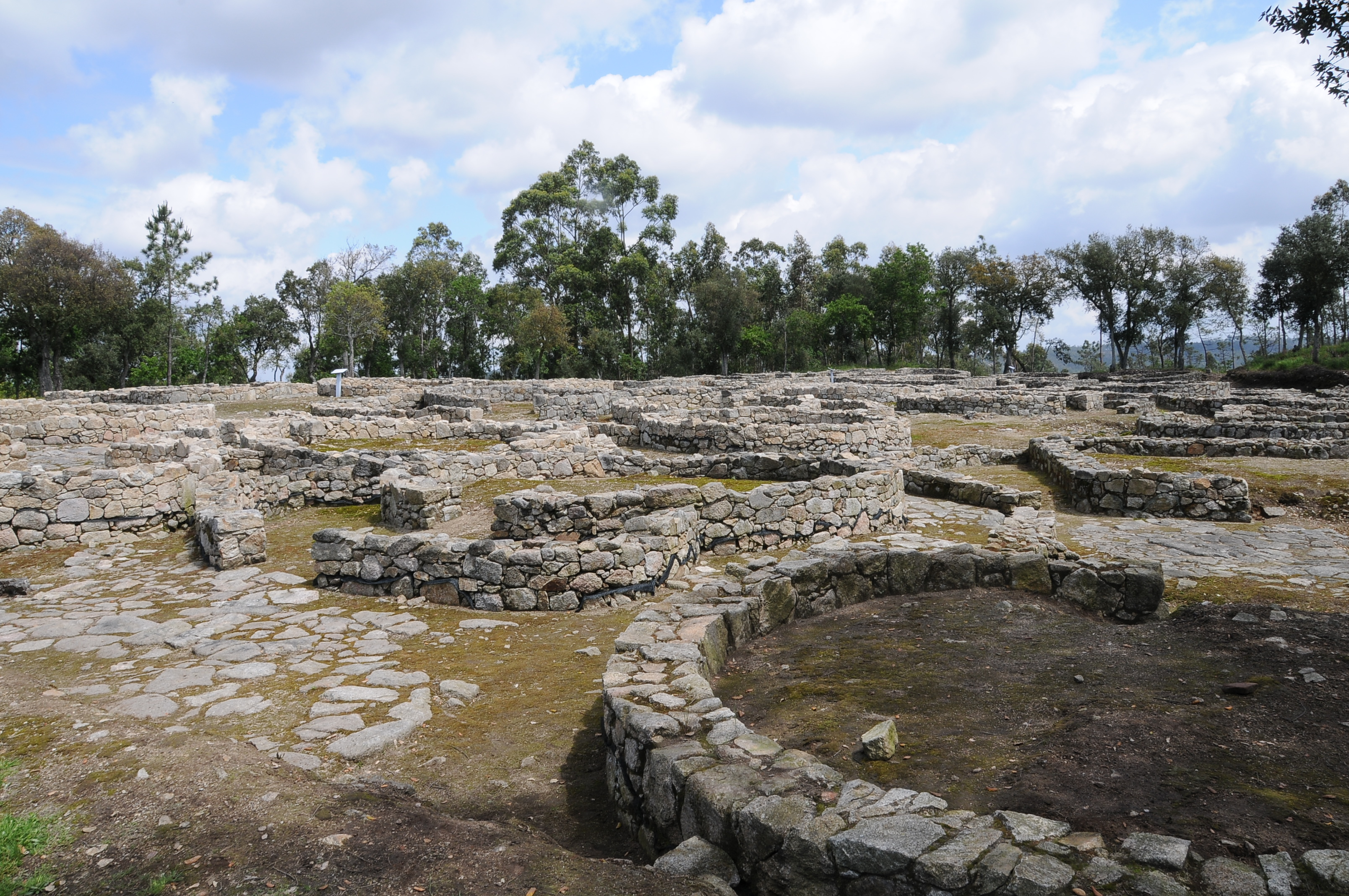
Ruinas de la Cividade de Terroso en su aspecto actual. Su caída fue relatada en el libro "Uma Deusa na Bruma", de João Aguiar.

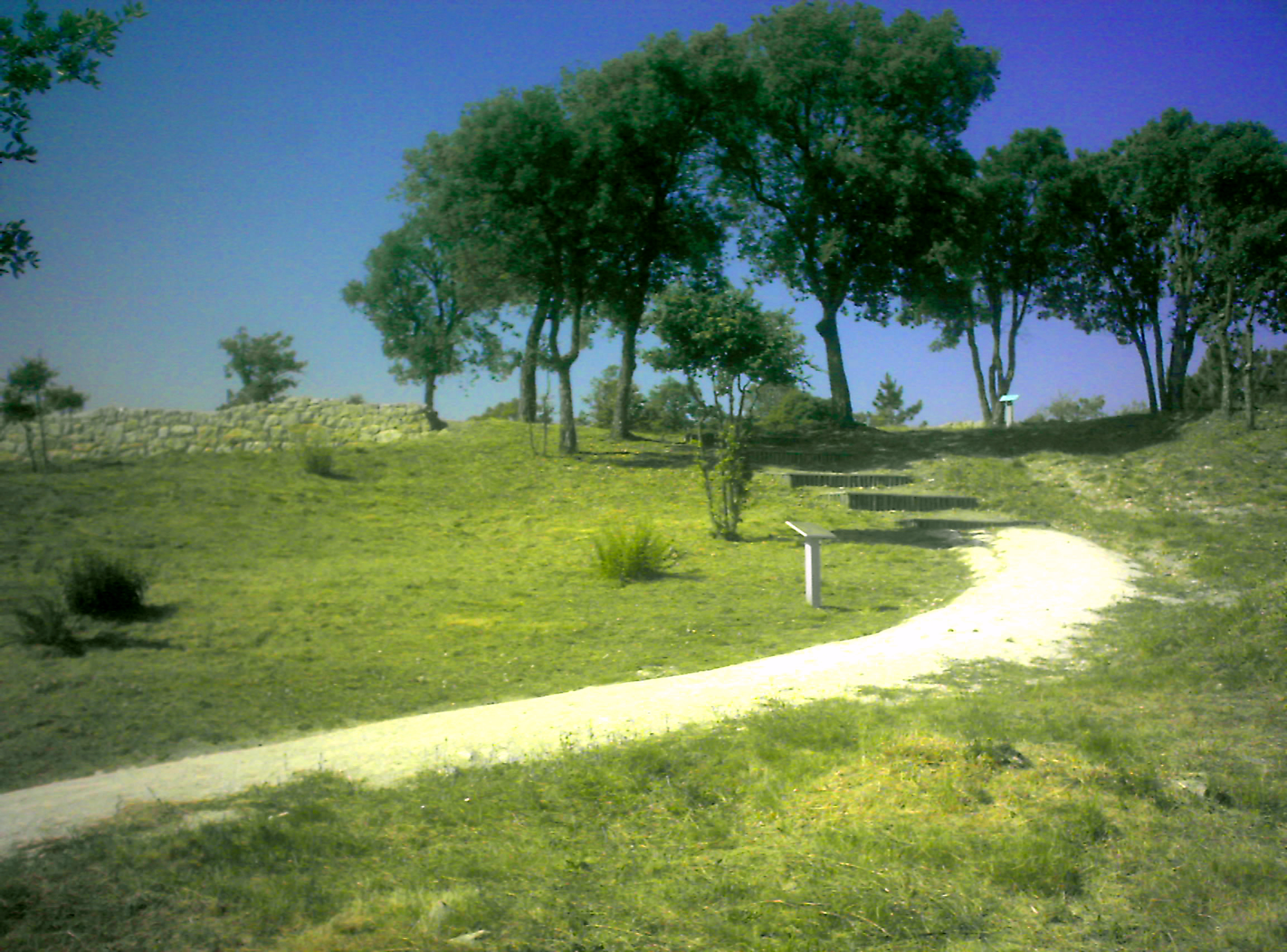
Entrada de la Cividade en su aspecto actual.

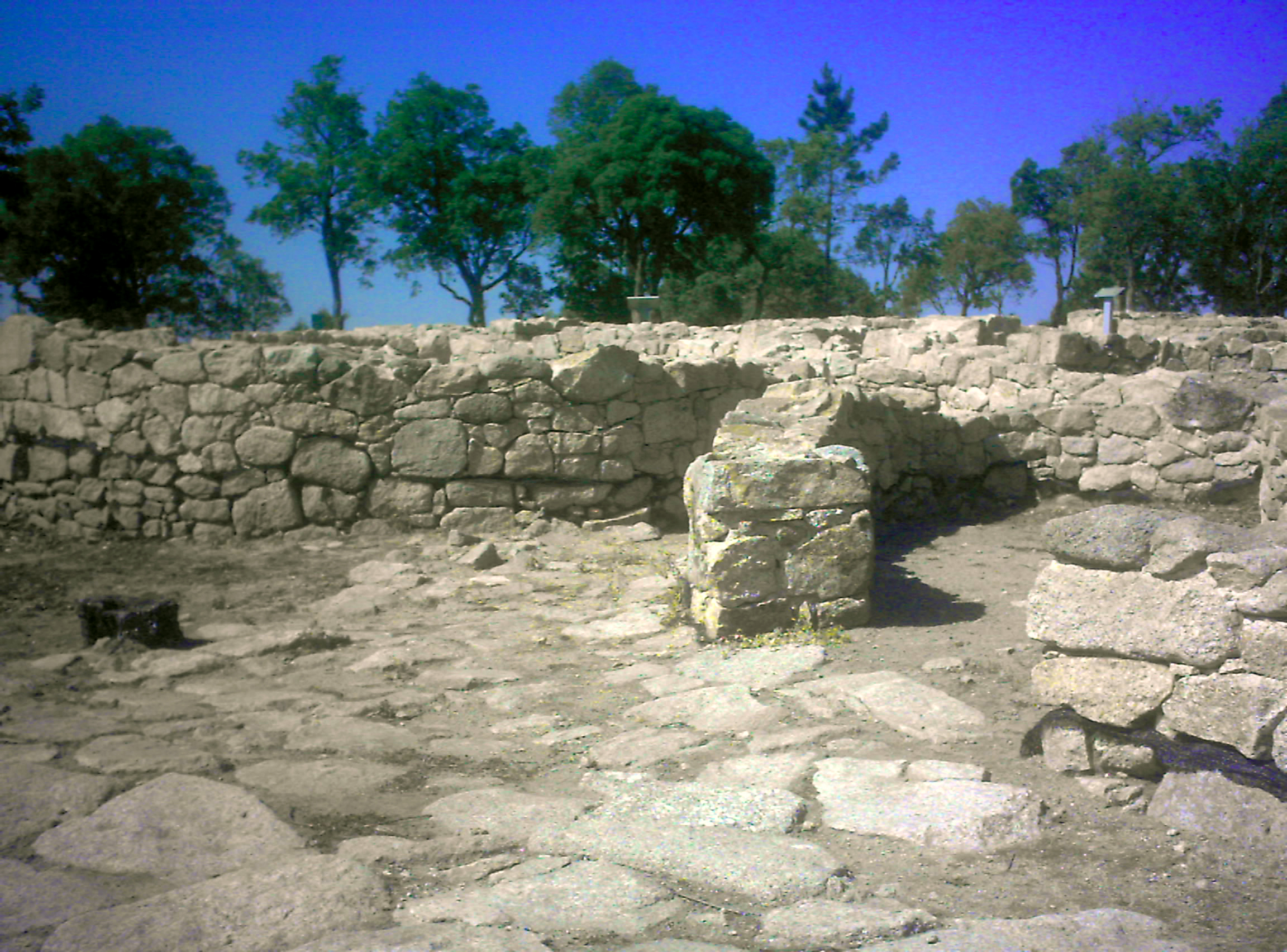
Enlosado y ruinas de la Cividade.

La Cividade de Terroso fue un importante poblamiento de la cultura castreña del noroeste de la península ibérica, localizado en Póvoa de Varzim, Portugal.
La Cividade, conocida en la Edad Media como Civitas Teroso, fue levantada en la cumbre del monte da Cividade, en la localidad de Terroso, freguesia de Aver-o-Mar, Amorim e Terroso, en Póvoa de Varzim, a menos de 5 km de la costa, en el límite oriental de la ciudad contemporánea.
Situada en el corazón de la región castreña, la Cividade prosperó gracias a estar fuertemente amurallada y por su localización próxima al mar, que posibilitaba el comercio con las civilizaciones del mar Mediterráneo. Este comercio atrajo las miradas de los Romanos; la Cividade y la cultura castreña perecieron a finales de la Guerra Lusitana, ganada por Roma a través del asesinato a traición de Viriato, líder de los lusitanos.